# Sheila Stone
Sheila Stone (Catania, 8 agosto 1970) è un'attrice pornografica italiana.

## Biografia
Nata e cresciuta a Catania, si allontana presto dalla Sicilia per trasferirsi al Nord. Qui si esibisce in alcuni locali di striptease, dove viene notata dal talent scout Oliver Buzz che la introduce al cinema hard.
I suoi primi film risalgono al 1992, quando, giovanissima, partecipa a Colpo grosso e ad alcune produzioni italiane (con lo pseudonimo di Sheila Garret). Prende parte, successivamente, ad alcuni film francesi del regista Michel Ricaud con il nome di Sheila Deroma. È stata la stessa attrice a scegliersi il nome Sheila, affascinata dal personaggio femminile di un cartone animato giapponese. Sarà in seguito il regista Silvio Bandinelli a battezzarla definitivamente Sheila Stone.
Durante la sua carriera ha lavorato con i principali registi del settore, come Joe D'Amato, Lawrence Webber, Steve Morelli, Max Bellocchio e Andy Casanova, e con numerosi attori e attrici del mondo hard. Tra gli attori preferiti di Sheila ci sono Rocco Siffredi, Jean-Pierre Armand e Yves Boilet, mentre, tra le attrici, Betty Anderson e Carolyn Monroe le hanno lasciato ottimi ricordi.
Dopo aver praticato danza classica da bambina, in età adulta è passata a praticare body building, kick-boxing e arti marziali, sempre a livello dilettantistico e principalmente per autodifesa e per tenersi in forma.
Sheila ha partecipato a numerose edizioni della fiera erotica MiSex. Nel corso dell'edizione 2006 è stata premiata con un Riconoscimento alla Carriera.
La cagliaritana Vera Narciso è stata l'autrice del fumetto Le sexy storie di Sheila Stone, uscito nel 2010 e ispirato alle vicende personali e professionali dell'attrice che Narciso considera «la trasposizione del porno» e la «sensualità fatta persona».
Ha all'attivo più di 200 film. Sostiene di aver dovuto abbandonare le scene hard non per scelta propria, ma per amore di un'altra persona: il partner che frequentava all'epoca era geloso e l'aveva convinta a smettere di girare film a luci rosse. In seguito, Sheila ha comunque continuato a esibirsi come ballerina di lap dance nei locali italiani, e saltuariamente anche nei locali di striptease di Los Angeles e Miami.
Per qualche anno è stata una presenza costante del programma televisivo Sexy Bar, condotto da Corrado Fumagalli, in onda su numerose emittenti locali italiane e via satellite.
Dal mese di luglio 2022 è tornata a esibirsi sulle diverse piattaforme social.

## Filmografia parziale
- Barbarella la donna di cuori (1992)
- Caldi Istinti di una Ninfomane di Lusso (1992)
- Constat d'adultère (1992)
- Les Menteuses (1992)
- Goduria Anale (1992)
- Sapore di Donna (1995)
- Senso di colpa (1997)
- Azzardo sessuale (1998)
- Terrore nel bosco (1998)
- Abusi sessuali (1999)
- Happy days (1999)
- Radiognocca (1999)
- Tutto su mio marito (2000)
- Ricche Sfondate (2000)
- Confessioni pornografiche (2000)
- Giorni di gioia (2001)
- La grande maialata (2001)
- La storia del sesso (2001)
- L'inciucio (2001)
- Mafia, odio e sesso (2001)
- Padre padrone (2001)
- Apriti...mummia! (2002)
- Italian Shemale 3 (2002)
- Analisi sessuale (2003)
- Una vita in vendita (2003)
- Cara Sheila ti scrivo (2004)
- L'Intervista (A cena con Sheila) (2004)
- Stupri Italiani 12: La Vendetta (2004)
- Analità marziane (2005)
- Italian Shemale 12 (2005)
- L'ereditiera (2005)
- La commedia del desiderio (2005)
- Passaggi dagli sconosciuti (2005)
- Sheila Stone - Ancora più porca (2005)
- Tre X Una (2005)
- Abusate oltre ogni limite (2006)
- Amiche intime (2006)
- Shock (2006)
- 899 Call Sex (2008)
- Italian Mammas (2008)
- Kick boxxx (2008)
- Milano-Bombay (2008)
- Stupri Italiani 19: Stupri online (2008)
- Clausura - L'inferno in convento (2009)
- Double Hot Games (2009)
- Figlia illegittima (2009)
- Fottute dalle banche (2009)
- Milano le violenta (2009)
- Milf Italia (2009)
- Scent of Mom (2009)
- Piacere doppio (2009)
- Senza paura a Tel Aviv (2009)
- Trans Night (2009)
- Milf Italia 3 (2010)
- POV 1 - Punto di Vista (2010)
- Web Club 2 (scena extra) (2012)